# Кызыл-Октябрь (Ошская область)
Кызыл-Октябрь (кирг. Кызыл-Октябрь) — село в Узгенском районе Ошской области Кыргызстана. Входит в состав Кызыл-Октябрьского аильного округа. Код СОАТЕ — 41706 255 844 08 0

## Население
По данным переписи 2023 года, в селе проживало 3 253 человек.